# Vương nữ Haya bint Al Hussein
Công chúa Haya bint Al Hussein (sinh ngày 03 tháng 05 năm 1974) là con gái của Vua Hussein của Jordan với người vợ thứ ba của ông, Hoàng hậu Alia. Công chúa Haya là vợ của Từ trưởng Mohammed bin Rashid Al Maktoum. Cô được biết đến như Công chúa Hoàng gia Haya của Jordan (tiếng Ả Rập: ھيا), một danh hiệu có nguồn gốc từ cha cô.

## Giáo dục
Công chúa Haya học ở Vương quốc Anh, nơi cô tham gia học tại trường Badminton dành cho nữ ở Bristol, Trường Bryanston ở Dorset và sau trường Cao đẳng St. Hilda, Đại học Oxford, cô tốt nghiệp với bằng BA ngành triết học, chính trị và kinh tế (PPE).

## Liên kết
- Official website